# Carroz
I Carroz (Carròs o Carroç) erano un antico casato nobile di stirpe germanica proveniente da Valencia.

## Le origini e le vicende della famiglia
I Carroz ottennero nel 1240 vasti possedimenti nel regno di Valenza dal re Giacomo I il Conquistatore; in seguito Francesco Carroz partì con i suoi quattro figli, Francesco, Berengario, Giacomo e Nicolò alla testa di venti galere alla conquista della Sardegna sotto le insegne di Giacomo II il Giusto e acquisirono per tal motivo estesi feudi e prestigiosi titoli nobiliari.
Nel 1363 Pietro IV il Cerimonioso conferì a Berengario II Carroz il rango di conte di Quirra, oltre alla carica di governatore del Capo di Cagliari e capitano dell'esercito stanziato nell'isola, mentre Nicolò Carroz d'Arborea venne nominato Viceré di Sardegna come rappresentante della corona d'Aragona: il prestigio e l'influenza dei Carroz erano decisamente in ascesa.
Entrati, nel 1325, in possesso del castello d'Ogliastra e, nel 1349 di quello di Quirra, i Carroz esercitarono un grande potere sui territori dell'Isola.

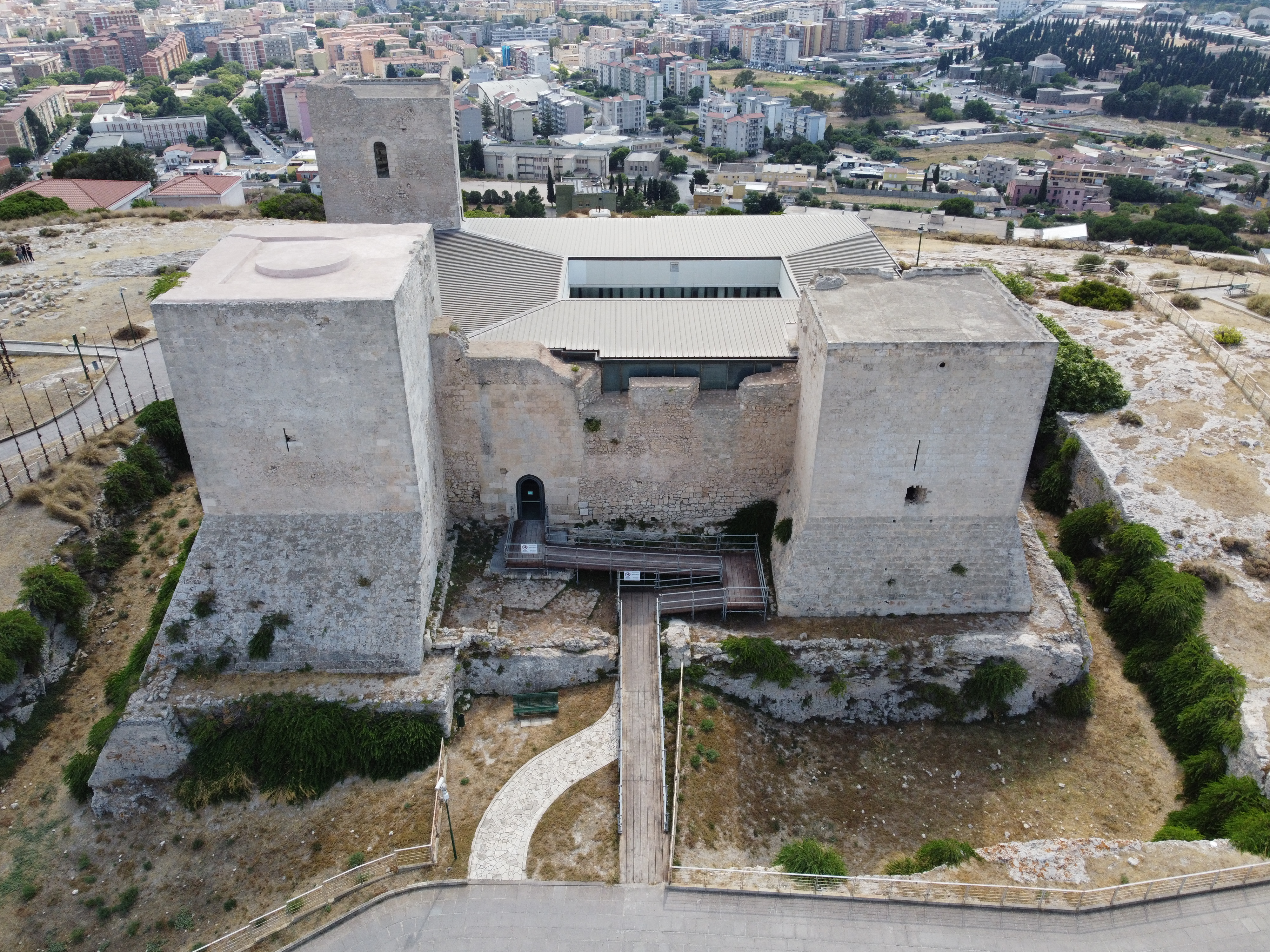
Castello di San Michele, cortina est

Il ramo principale della stirpe, quello comitale di Berengario II si insediò nel castello di San Michele, a Cagliari, mentre il ramo cadetto di Giacomo, assumendo l'appellativo di Carroz d'Arborea per distinguersi dal primo, si insediò in città.
La famiglia Carroz, discendente da Francesco (+1339) ebbe un ruolo fondamentale nella conquista della Sardegna e, unitamente ad altri grandi casati nobili, come gli Alagon, gli Aragall, i Zatrillas, gli Aymerich, ressero le sorti dell'isola per lungo tempo.

### Violante II Carroz, contessa di Quirra
Nata nel 1456 da Violante de Centelles e dal Viceré e conte Giacomo, gli succedette, a tredici anni, nel 1469.
Il feudo, il più significativo della Sardegna dopo l'estinzione del giudicato d'Arborea, comprendeva il Sarrabus, la baronia di San Michele, la Marmilla e l'Ogliastra. La giovane, sotto tutela di Niccolò Carroz d'Arborea (del ramo cadetto, derivante da Giovanni e Benedetta d'Arborea, rampolla del giudice Giovanni), rappresentava il secondo caso di successione femminile dopo quello della bisavola Violante I (1372-1408), figlia di Berengario II, vissuta nel periodo di Eleonora d'Arborea che spesso la contrastò. Il Viceré le fece sposare l'erede Dalmazzo che, però morì nel 1478: la contessa scelse come secondo consorte Filippo de Castre-So, ma anche lui scomparve in giovane età nel 1482. Un anno prima Violante si era recata a Barcellona con i figli Filippo e Giacomo (destinati a prematura morte) e ritornò nell'isola quindici anni dopo.
La nobildonna alternava la residenza tra il castello di San Michele, il palazzo cittadino di Cagliari, quello di Ales e il trecentesco castello di Quirra, nella zona centro-orientale, dove pare si sentisse più a suo agio.
Oltre alle continue liti per motivi patrimoniali con gli altri rami della casata, scomparsi i due figli, Violante dovette subire anche quelle riguardanti la sepoltura nella chiesa cagliaritana di san Francesco di Stampace, purtroppo demolita alla fine dell'Ottocento, che ospitava i sepolcri della sua famiglia e dei Carroz d'Arborea. Questi ornarono con i loro emblemi gentilizi anche i sarcofaghi dei genitori, del primo marito e dei figli della contessa di Quirra che, durante una visita, scoprì il fatto.

Assai risentita la signora decise di affrontare un nuovo viaggio per Barcellona per sottoporre al re l'umiliante questione. Prima, però, redasse un testamento in cui, non avendo più eredi diretti, lasciava la contea e il patrimonio al nipote Guglielmo Centelles, figlio di Luigi e della sorella naturale Toda: a proposito delle controverse inumazioni, decise di voler riposare accanto al figlioletto Filippo.
Rientrata nel castello di Quirra, nel 1508, condannò all'impiccagione il confessore e curato di Bonarsili Giovanni Castanja, per avere informato, secondo alcune voci, il presule alerese della sua relazione con il diplomatico catalano Berengario Bertran: questo atto delittuoso suscitò nei popolani e nel clero una grande avversione per Violante che, scomunicata e condannata dal vescovo di Ales, fu posta agli arresti domiciliari nella residenza di Cagliari. Per espiare la colpa, morta all'età di 42 anni nel 1511, la contessa fu tumulata in un sarcofago collocato all'esterno della chiesa di san Francesco di Stampace, di cui si persero successivamente le tracce.
La contea sarà amministrata (tutti imparentati per via femminile) dai Centelles, dai Borgia, dai Català ed, infine, dagli Osorio: l'ultimo feudatario fu Filippo Maria Osorio che cedette il territorio nel 1837, in seguito alla legge sull'abolizione del feudalesimo.